# قندلاوية
القندلاوية (الاسم العلمي: Rhizophoreae) هي قبيلة من النباتات تتبع فصيلة حاملات الجذور من الرتبة الملبيغيات.

## أجناس القندلاوية
- القندل